# مارلین (استان لهستان بزرگ‌تر)
مارلین (به لاتین: Marylin) یک روستا در لهستان است که در گمینا دراوسکو واقع شده‌است.